# Gibson (Georgia)
Gibson è una città degli Stati Uniti d'America, situata in Georgia, nella Contea di Glascock, della quale è il capoluogo.